# گالوا (دهانه)
گالوا یک دهانه برخوردی در ماه‌ است.

## دهانه‌های اقماری
این دهانه ۱۰ دهانه اقماری دارد.
| Galois | عرض جغرافیایی | طول جغرافیایی | قطر           |
| ------ | ------------- | ------------- | ------------- |
| A      | ۱۴.۰° S       | ۱۵۲.۵° W      | ۵۴.۰ کیلومتر  |
| C      | ۱۲.۴° S       | ۱۵۰.۵° W      | ۲۲.۰ کیلومتر  |
| B      | ۱۱.۳° S       | ۱۵۱.۸° W      | ۲۰.۰ کیلومتر  |
| F      | ۱۳.۹° S       | ۱۴۶.۴° W      | ۱۳.۰ کیلومتر  |
| H      | ۱۵.۲° S       | ۱۵۰.۹° W      | ۱۹.۰ کیلومتر  |
| M      | ۱۶.۱° S       | ۱۵۲.۴° W      | ۱۸.۰ کیلومتر  |
| L      | ۱۵.۵° S       | ۱۵۲.۰° W      | ۵۱.۰ کیلومتر  |
| Q      | ۱۵.۲° S       | ۱۵۴.۷° W      | ۱۳۲.۰ کیلومتر |
| S      | ۱۴.۵° S       | ۱۵۴.۹° W      | ۱۸.۰ کیلومتر  |
| U      | ۱۳.۲° S       | ۱۵۴.۷° W      | ۳۵.۰ کیلومتر  |